# Орден «Соглом авлод учун»
Орден «За здоровое поколение» (узб. Soğlom avlod uçun) — государственная награда Республики Узбекистан.

## История
Исходя из одной из заявленных стратегических задач, стоящих перед Республикой Узбекистан – это вырастить здоровое, физически и нравственно развитое поколение, способное претворить в жизнь все добрые начинания на пути к великому будущему, стало учреждение ордена «За здоровое поколение». Орден был учрежден Указом Президента Узбекистана от 4 марта 1993 года, а также вошёл в число наград, учреждаемых Законом Республики Узбекистан № 873-XII от 7 мая 1993 года.
Орден служит практическим признанием заслуг, духовной опорой в стимулировании труда людей, самоотверженно работающих во имя благородных целей.

## Положение
Орден состоит из двух степеней, высшим является орден 1 степени.
Орденом 1 степени награждаются лица за выдающиеся заслуги перед государством и народом Узбекистана в охране материнства и детства, улучшении экологии человека, воспитании физически и нравственно здорового поколения, высших чувств патриотизма и глубокой преданности и гордости за свою Родину – независимый Узбекистан, создании достойных материальных и моральных основ для благополучия материнства и детства.
Орденом 2 степени награждаются лица, внесшие большой вклад в дело развития здоровых поколений, проявляющие особую заботу о материнстве и детстве, попечители детей-инвалидов и сирот, представители общественных организаций, хозяйственных структур, постоянно оказывающие высшую благотворительность в отношении материнства и детства.
Лица, награжденные орденом I степени, получают единовременное денежное вознаграждение в размере сорокакратной минимальной заработной платы. За II степень полагается единовременное денежное вознаграждение в размере двадцатипятикратной минимальной заработной платы.
Награждённые орденом «За здоровое поколение» в соответствии с действующим законодательством пользуются рядом льгот, как то бесплатный проезд в городском транспорте, освобождение от части налогов, льготное медицинское обслуживание.
В исключительных случаях орденом «За здоровое поколение» могут награждаться и лица, не являющиеся гражданами Республики Узбекистан.

## Описание

### 1 степень
Знак ордена изготовляется из позолоченного серебра, имеет форму правильного круга диаметром 34 мм. На лицевой части ордена расположены рельефные изображения матери и ребенка на фоне теплых лучей солнца. На оборотной стороне ордена рельефное изображение Герба Республики Узбекистан и надпись в нижней части по окружности «СОҒЛОМ АВЛОД УЧУН». В верхней части по окружности изображение 12 звездочек. Края ордена с оборотной стороны окаймлены бортиком.
Орден при помощи ушка и кольца соединяется с позолоченной серебряной колодочкой и имеющей по бокам выемку.
Внутренняя часть колодочки покрыта муаровой лентой зеленого цвета. Посередине муаровой ленты рельефное изображение расцветающей ветви урюка золотистого цвета.

### 2 степень
Знак ордена изготовляется из серебра. Все изображения аналогичны знаку ордена 1 степени. 
Орден при помощи ушка и кольца соединяется с колодкой золотистого цвета, имеющей по бокам выемку. Внутренняя часть колодки покрыта муаровой лентой зеленого цвета. Посередине муаровой ленты рельефное изображение расцветающей ветки урюка серебряного цвета.